# Telmatoscopus bosnicus
Telmatoscopus bosnicus är en tvåvingeart som först beskrevs av Krek 1977.  Telmatoscopus bosnicus ingår i släktet Telmatoscopus och familjen fjärilsmyggor. Inga underarter finns listade i Catalogue of Life.